# Peter Heim (Historiker)
Peter Heim (* 21. August 1944 in Olten; heimatberechtigt in Neuendorf und Olten) ist ein Schweizer Historiker, Lehrer und Archivar.

## Leben
Heim absolvierte 1963 die Matura Typus B und studierte Schweizergeschichte, Allgemeine Geschichte, Deutsche Philologie, Französische Philologie und Philosophie an der Universität Basel sowie Geschichte und Deutsche Philologie an der Universität Göttingen. Er promovierte 1971 in Basel mit einer Arbeit über Die Deutschordenskommende Beuggen und die Anfänge der Ballei Elsass-Burgund.
Von 1971 bis 1973 war Heim Lehrbeauftragter für Deutsch und Geschichte am Gymnasium Liestal und von 1973 bis 2006 Hauptlehrer für Geschichte und Deutsch an der Kantonsschule Olten. Von 2003 bis 2012 war er Stadtarchivar von Olten. Er führt auch Stadtrundgänge durch Olten.
Heim ist seit 1996 Leiter des von ihm initiierten Projekts Firmenarchive des Historischen Vereins des Kantons Solothurn, dessen Vorstand er auch angehört. Er hat ein Buch zur Geschichte des Bally-Konzerns verfasst. Von 2002 bis 2006 war er Mitarbeiter der Helvetia Sacra. Heim schrieb diverse Artikel zum Bereich Solothurner Geschichte für das Historische Lexikon der Schweiz. Seit 2005 arbeitet er an der Solothurner Kantonsgeschichte. Heim ist Mitglied im Stiftungsrat der Ballyana Stiftung für Bally Familien- und Firmengeschichte.
Peter Heim ist mit der Politikerin Bea Heim verheiratet, hat drei Kinder und wohnt in Starrkirch-Wil.

## Schriften
- Die Deutschordenskommende Beuggen und die Anfänge der Ballei Elsass-Burgund von der Entstehung bis zur Reformationszeit (= Quellen und Studien zur Geschichte des Deutschen Ordens. Bd. 32). Verlag Wissenschaftliches Archiv, Bonn-Godesberg 1977 (Dissertation, Universität Basel, 1971).
- Königreich Bally. Fabrikherren und Arbeiter in Schönenwerd. Hier + Jetzt, Baden 2000, ISBN 3-906419-21-5.